# Elaphrus viridis
Elaphrus viridis је инсект из реда тврдокрилаца (Coleoptera) и породице трчуљака (Carabidae).

## Распрострањење
Ареал врсте је ограничен на једну државу. Сједињене Америчке Државе су једино познато природно станиште врсте.

## Угроженост
Ова врста је крајње угрожена и у великој опасности од изумирања.